# 지요가오카역
지요가오카역(일본어: 千代ヶ岡駅)은 일본 홋카이도 아사히카와시에 위치한 홋카이도 여객철도 후라노 선의 철도역이다. 역 번호는 F35이며, 상대식 승강장 2면 2선의 구조를 갖춘 지상역이다.

## 역 주변
- 국도 제237호선
- 아사히카와 공항

## 역사
- 1936년 9월 10일 : 일본 철도성 후라노 선의 역으로서 신설 개업. 일반역.
- 1949년 6월 1일 : 공공기업체인 일본국유철도로 이관.
- 1962년 11월 1일 : 화물 취급 폐지.
- 1983년 9월 1일 : 하물의 취급을 폐지.
- 1984년 9월 1일 : 간이 위탁 개시.
- 1987년 4월 1일 : 일본국유철도 분할 민영화에 의해, 홋카이도 여객철도가 승계.
- 1989년 : 역사 개축.
- 1992년 4월 1일 : 간이 위탁 폐지, 완전 무인화.
- 2003년 11월 18일 : 후라노 선을 이용했던 아사히카와 공항 액세스의 본격 실증 실험이 1주간 행해져, 당 역과 공항 간의 무료 연락 버스가 열차 시간표와 합쳐져 운행되었다.

## 인접 역
| 홋카이도 여객철도           | 홋카이도 여객철도 | 홋카이도 여객철도               |
| --------------------------- | ----------------- | ------------------------------- |
| F 36 기타비에이 후라노 방면 | 후라노 선         | 니시세이와 F 34 아사히카와 방면 |